# Marko Tušek (košarkar)
Marko Tušek, slovenski košarkar, * 17. julij 1975, Trbovlje.

## Kariera
Marko Tušek se rodil 17. julija 1975 v Trbovljah, prihaja pa iz Hrastnika. Prve košarkarske korake je naredil pri trenerju Niku Toplaku. Igral je za vse selekcije košarkarskega kluba Gradbena dejavnost Hrastnik, od pionirjev do članov. Po njegovem osnovnošolskem izobraževanju je prestopil v KK Triglav Kranj. Po enoletnem igranju v Triglavu je prestopil v Smelt Olimpijo in GD Hrastnik je bil izločen kot matični klub. Večkrat je bilo v medijih napačno zapisano, da je Markov matični klub KK Triglav Kranj. V Olimpiji je igral pet sezon, od sezone 1993/94 pa do sezone 1997/98. V tem času se je pod vodstvom Zmaga Sagadina razvil v vrhunskega krilnega centra. Poleg številnih naslovov osvojenih v slovenski klubski košarki je s klubom leta 1994 osvojil Evropski pokal, ki je bil predhodnik današnjega pokala ULEB. V sezoni 1996/97 pa je z Olimpijo uvrstil na zaključni turnir Evrolige(Final Four), kjer so v polfinalu izgubili od Olympiakosa. Leta 1998 se je Tušek podal v tujino in sicer v Italijo k moštvu Pepsi Rimini. Tu je ostal dve sezoni, kasneje pa je prestopil k ekipi Scavolinija. Največji pečat svoje klubske kariere v tujini je pustil v moštvu Lottomatice iz Rima. Tu je igral 4 sezone, po koncu zadnje pa je po kratkem obodbju igranja v Armani Jeans Milanu sredi sezone Evroliga 2006/07 prestopil v Unicajo iz Malage. Tu je ponovno dokazal svoje kvalite, saj se je ekipa prvič v zgodovini uvrstila na Final Four Evrolige in tam osvojila 3.mesto, Marko pa je bil pri tem eden ključnih igralcev. Kasneje je igral še pri ViveMenorci in Unicsu iz Kazana, in zelo uspešno za italijanski Air Avellino. Po letu 2010 je zaključil aktivno kariero. 

## Reprezentanca
Tušek je dolga leta igral za slovensko reprezentanco, sprva za mlajše selekcije, leta 1993 pa je debitiral tudi za člansko reprezentanco na tekmi proti Češki. Za člansko reprezentanco je igral naslednjih 11 let, pri tem pa sodeloval kar na 63-ih uradnih tekmah. Zaigral je tudi na petih evropskih prvenstvih, najprej na sploh prvem za slovensko reprezentanco , na EP 1993. Nato še na naslednjih štirih zapored: EP 1995, EP 1997, EP 2001, ter nazadnje še na EP 2003. 

## Igralčev profil
Tušek igra na položaju krilnega centra, zaradi izjemne moči pa lahko občasno igra tudi na mestu centra. Je zelo vsestranski košarkar, saj lahko igra tako pod košem kot tudi na zunanjih položajih, saj ima zelo dober met za tri točke.

## Lovorike
- Slovenska 1.a košarkarska liga champion - 93/94, 95/96, 96/97, 97/98 with KK Union Olimpija
- Slovenski pokal - 93/94, 94/95, 96/97, 97/98  - petkrat s Olimpijo
- Evropski pokalni zmagovalci - 1993/94 - Smelt Olimpija

## Klubi
- KK Triglav Kranj - 1. A moška slovenska košarkarska liga 1992/1993
- KK Union Olimpija - (Slovenija) - 1993/1998
- Pepsi Rimini - (Italija) - 1998/2000
- Scavolini Victoria Libertas Pesaro - (Italija) - 2000/2002
- Lottomatica Roma - (Italija) - 2002/2006
- Armani Jeans Milano - (Italija) - 2006/2007
- Unicaja Málaga - Liga ACB (Španija) - 2006/2007
- ViveMenorca - Liga ACB (Španija) - 2007
- UNICS Kazan - (Rusija) - 2007–2008
- Air Avellino - (Italija) -2008- 2009
- Varese - (Italija) - 2009 - 2010